# Ти си следећи
Ти си следећи (енгл. You're Next) амерички је хорор филм из 2011. године, режисера Адама Вингарда, са Шарни Винсон, Николасом Тучијем, Венди Глен, Еј Џеј Боуеном, Џоом Свонбергом, Барбаром Крамптон и Робом Мораном у главним улогама. Радња прати девојку по имену Ерин, која са својим дечком одлази на вечеру како би упознала његову породицу.
Филм је добио веома позитивне критике и остварио финансијски успех. Сајт Rotten Tomatoes оценио га је са 78%, док га је критичар Џордан Хофман назвао „најинтересантнијим хорором у последњих 10 година”. Крис Нешвати, испред часописа Entertainment Weekly, представио га је у својој рецензији као мешавину Вриска са Обичним људима, уз паметан заплет у стилу Руба Голдберга. Посебне похвале добила је Шарни Винсон за тумачење главне јунакиње, Ерин, коју многи сматрају једном од најбољих финалних девојака у хорор жанру.
Премијера филма била је на Филмском фестивалу у Торонту 2011, док је у америчким биоскопима приказан тек у августу 2013. Веома брзо стекао је култни статус. Награђен је са 11 награда и номинован за још 20, од чега су најзначајније номинације за Награду Сатурн и Награду Емпајер у категорији најбољих хорор филмова, 4 награде на Филмском фестивалу у Остину и Фангоријина награда за најбољи сценарио.

## Радња
Сви чланови породице Дејвисон се окупљају да прославе годишњицу брака својих родитеља. Током вечере напада их група маскираних убица, али оно што нико не зна је да се међу њима налази и једна девојка са скривеним талентом, која је спремна да узврати ударац.
Док убице елиминишу једног по једног члана породице, Ерин сазнаје застрашујућу позадину која се крије иза овог напада...

## Улоге
| Глумац           | Улога                       |
| ---------------- | --------------------------- |
| Шарни Винсон     | Ерин Харсон                 |
| Николас Тучи     | Феликс Дејвисон             |
| Венди Глен       | Зи                          |
| Еј Џеј Боуен     | Криспијан Дејвисон          |
| Џо Свонберг      | Дрејк Дејвисон              |
| Барбара Крамптон | Обри Дејвисон               |
| Роб Морган       | Пол Дејвисон                |
| Маргарет Лејни   | Кели Дејвисон               |
| Ејми Сејмец      | Ејми                        |
| Тај Вест         | Тарик                       |
| Лејн Хјуз        | Том / убица с маском лисице |
| Ел Си Холт       | Крејг / убица с маском овце |
| Сајмон Барет     | Дејв / убица с маском тигра |
| Лари Фесенден    | Ерик Харсон                 |
| Кејт Лин Шил     | Талија                      |
| Калвин Ридер     | полицајац Трубијано         |